# Bara (Timiș)

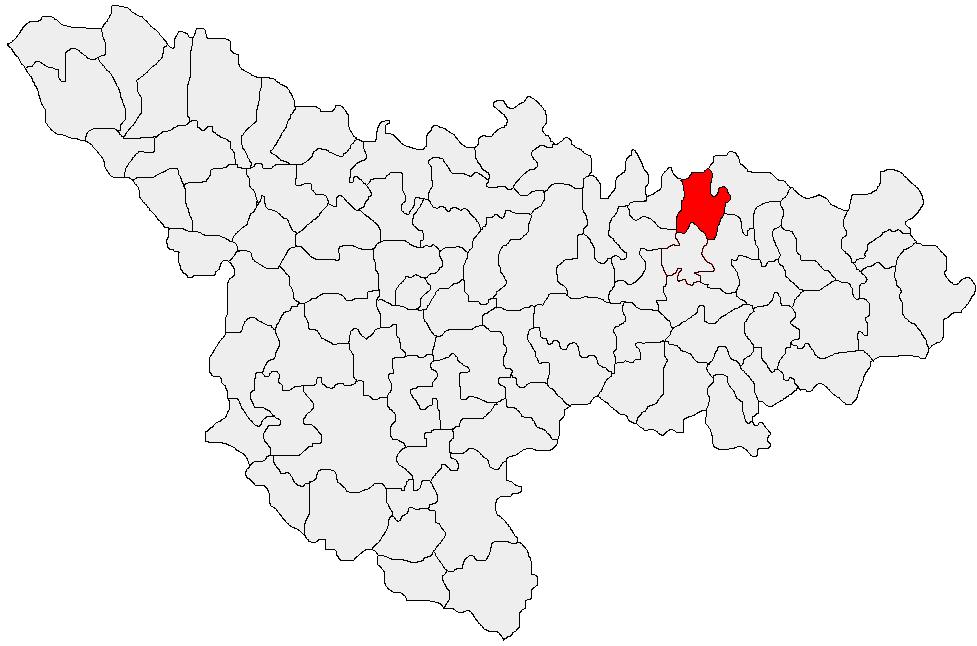
Lage der Gemeinde Bara im Kreis Timiș

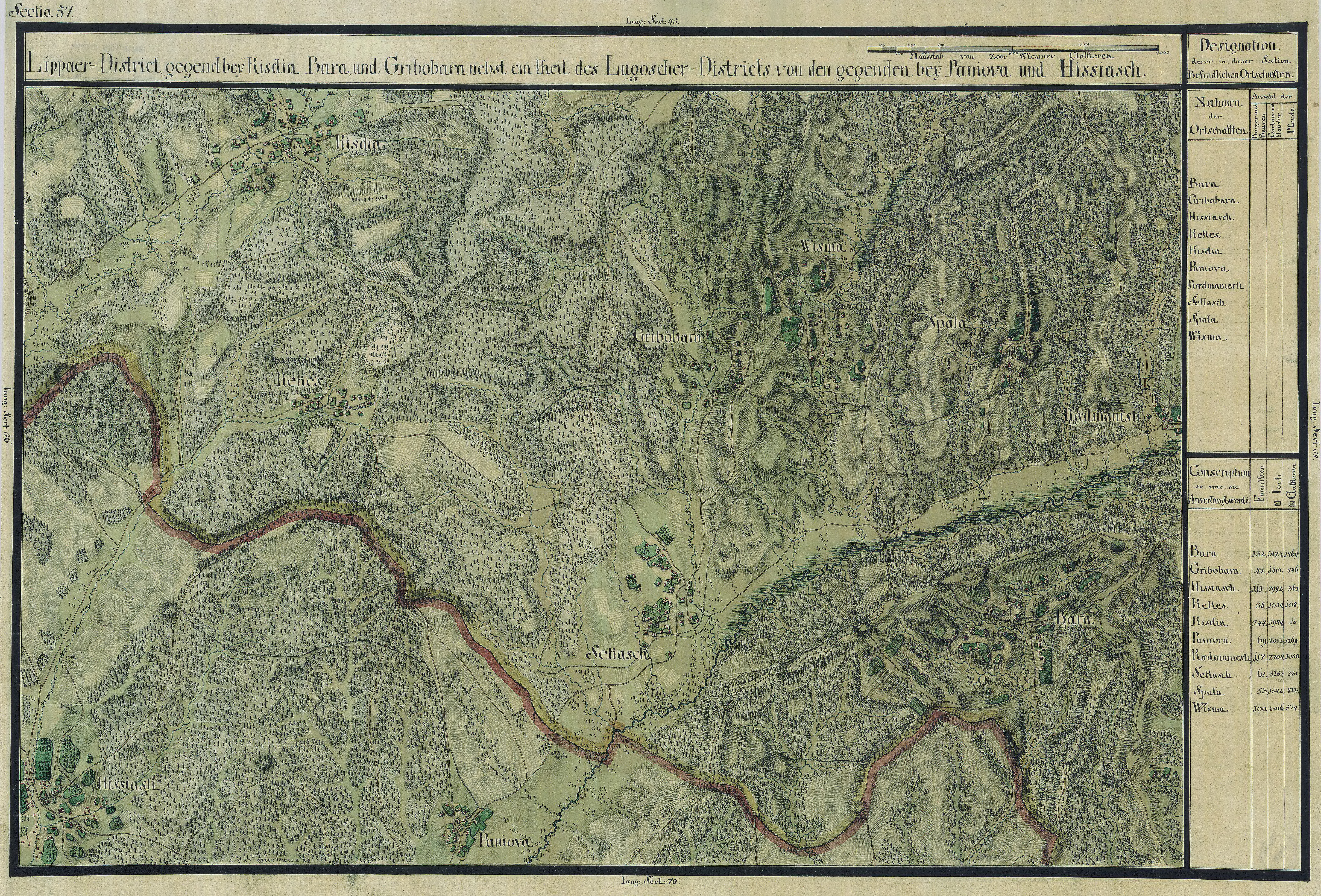
Bara auf der Josephinischen Landaufnahme (1692–1772)

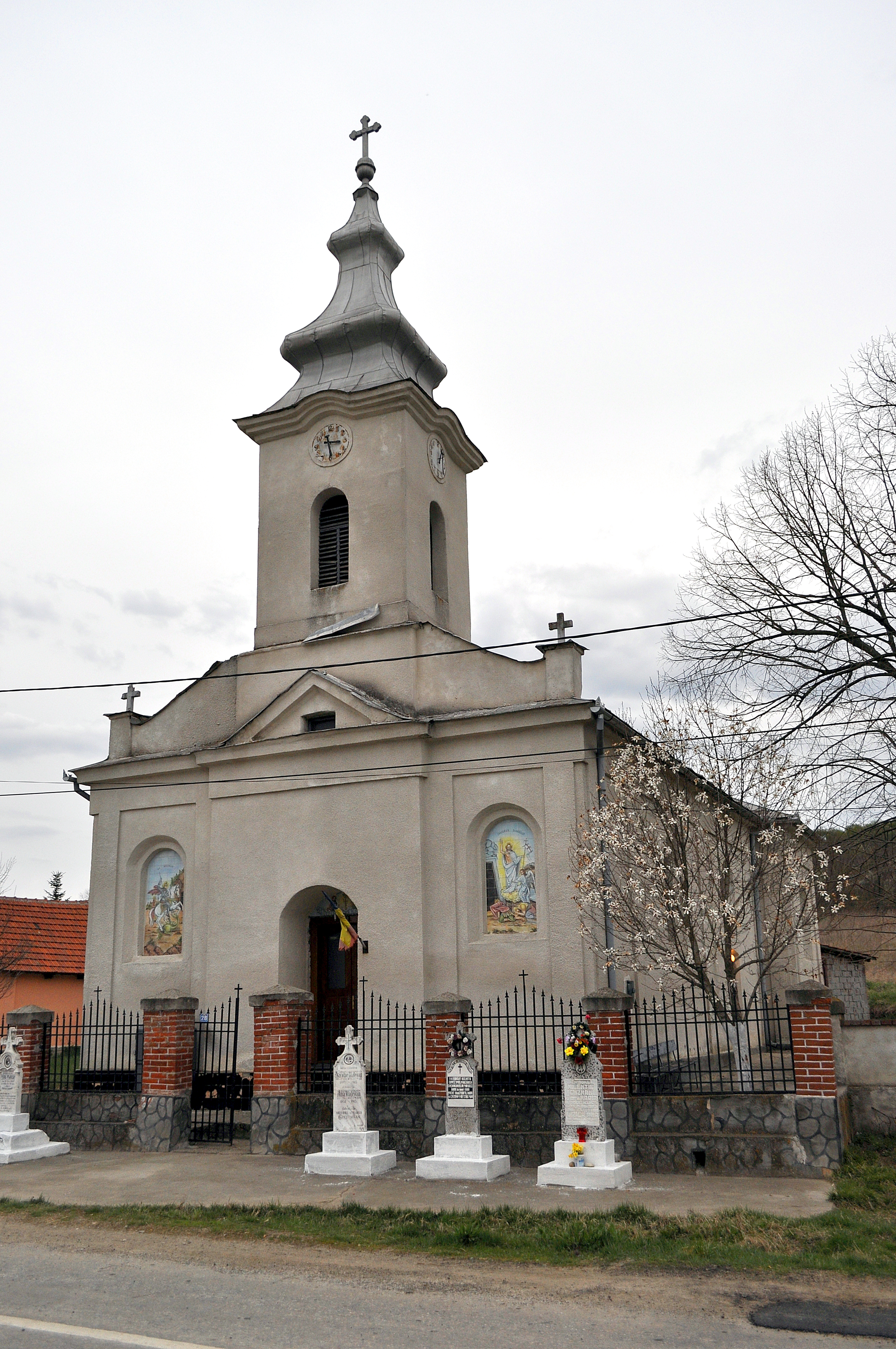
Kirche in Bara

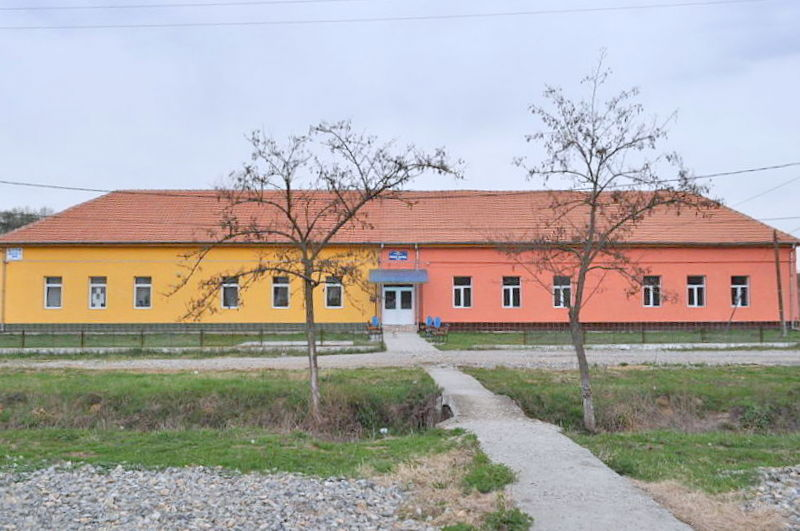
Schule in Bara

Bara (ungarisch Barafalva) ist eine Gemeinde im Kreis Timiș, in der Region Banat, im Südwesten Rumäniens. Zu der Gemeinde Bara gehören auch die Dörfer Dobrești, Lăpușnic, Rădmănești und Spata.

## Geografische Lage
Bara liegt im Nordosten des Kreises Timiș, an der Kommunalstraße DC85 Balinț-Bara, in 30 Kilometer Entfernung von Lugoj.

## Nachbarorte
| Vizma      | Spata                                       | Rădmănești  |
| Secaș      | Kompassrose, die auf Nachbargemeinden zeigt | Ohaba Lungă |
| Târgoviște | Balinț                                      | Bethausen   |

## Geschichte
Eine erste urkundliche Erwähnung stammt aus dem Jahr 1367. Der Name „Bara“ kommt aus dem Slawischen. In mittelalterlichen Urkunden ist der Ort als „terra acquosa“ beschrieben, also ein Sumpfgebiet.
Das Dorf Bara gehörte zu der Burg Șoimoș. 1477 war das Gut im Besitz des Präfekten de Pozsony (Bratislava). Während der Türkenherrschaft war der Ort zerstört, wurde aber  1690–1700 wieder aufgebaut.
Nach dem Österreichisch-Ungarischen Ausgleich (1867) wurde das Banat dem Königreich Ungarn innerhalb der Doppelmonarchie Österreich-Ungarn angegliedert. 1879 kauften Pavel Teodorescu und Constantin Florea das Gut. Bara war eine rumänische Ortschaft und verblieb auch unter der Habsburgermonarchie mehrheitlich rumänisch.
Anfang des 20. Jahrhunderts wurde das Gesetz zur Magyarisierung der Ortsnamen (Ga. 4/1898) umgesetzt. Der amtliche Ortsname war Barafalva. Die ungarischen Ortsbezeichnungen blieben bis zur Verwaltungsreform von 1923 im Königreich Rumänien gültig, als die rumänischen Ortsnamen eingeführt wurden.
Der Vertrag von Trianon am 4. Juni 1920 hatte die Dreiteilung des Banats zur Folge, wodurch Bara an das Königreich Rumänien fiel.
In der Zwischenkriegszeit hatte das Dorf Bara etwa 1000 Einwohner. Nach dem Zweiten Weltkrieg fand jedoch eine starke Abwanderung statt.
Auf dem Gebiet der Gemeinde Bara wurde ein paläontologisches Naturschutzgebiet mit einer Fossillagerstätte aus dem Tertiär, die Fossillagerstätte Rădmănești, entdeckt.

## Demografie
Die Bevölkerungsentwicklung der Gemeinde Bara:
| 1880 | 2980 | 2890 | 15 | 52 | 23 |
| 1910 | 3381 | 3289 | 37 | 37 | 18 |
| 1930 | 3105 | 3071 | 10 | 24 | -  |
| 1977 | 816  | 811  | -  | -  | 5  |
| 2002 | 378  | 367  | 8  | -  | 3  |
| 2011 | 388  | 380  | 1  | -  | 7  |
| 2021 | 299  | 281  | -  | 2  | 16 |